# Dušan Ferluga
Dušan Ferluga, slovenski zdravnik patolog in akademik, * 28. maj 1934, Grubišno Polje, Hrvaška.
Velja za enega najvidnejših slovenskih patologov.

## Življenjepis
Rodil se je v družini tržaških Slovencev, ki se je leta 1947 iz Hrvaške preselila v Slovenijo. Po diplomi na ljubljanski Medicinski fakulteti se je zaposlil na internističnem oddelku Univerzitetnega kliničnega centra in se usmeril v patologijo. Leta 1966 je opravil specializacijo iz medicine in 1973 doktoriral na Medicinski fakulteti z disertacijo Lipopigmenti v jetrih. Nato je na isti fakulteti postal najprej docent in do leta 1980 napredoval do položaja rednega profesorja za patologijo. Že leta 1976 je bil imenovan tudi za predstojnika Katedre za patologijo, to funkcijo je opravljal do 1988, nato pa postal predstojnik Inštituta za patologijo.
Posvečal se je klinični patologiji internističnih strok, zlasti boleznim jeter, pljuč in ledvic, poleg tega pa tudi sistemskim avtoimunskim boleznim. Opravil je pionirsko delo pri uvajanju imunofluorescenčnih,
imunohistoloških in elektronskomikroskopskih tehnik v diagnostiko ne-tumorskih patoloških sprememb na Slovenskem.  Najaktivneje se je ukvarjal z ledvičnimi boleznimi (s poudarkom na glomerulnih), njihovo etiologijo, patogenezo in klasifikacijo. Oddelek za nefropatologijo v sklopu inštituta, ki ga je vodil, je bil leta 1988 izbran za referenčni center za območje takratne Jugoslavije.
Inštitut za patologijo je pod njegovim vodstvom postal prepoznaven tudi na mednarodni ravni. Leta 1981 je bil kot doslej edini Slovenec izvoljen za predsednika Evropskega društva za patologijo, poleg tega pa je aktiven tudi kot član različnih komitejev raznih mednarodnih strokovnih združenj. Njegova bibliografija obsega več kot 600 enot.

## Priznanja
Leta 1978 je s sodelavci prejel nagrado Sklada Borisa Kidriča za raziskave virusnega hepatitis B, leta 2004 pa Zoisovo nagrado za življenjsko delo.
Leta 1991 je bil izvoljen za člana Norveške akademije znanosti in leposlovja, leta 1993 za izrednega in 1997 za rednega člana Slovenske akademije znanosti in umetnosti.